# Melchior Giedraitis
Melchior Giedraitis (en lituanien : Merkelis Giedraitis, en polonais : Melchior Giedroyć), né vers 1536 et décédé le 6 avril 1609 à Alsdžiai fut évêque de Samogitie de 1576 à 1609. Il lutta activement contre la Réforme protestante en mettant en œuvre les résolutions du concile de Trente en Samogitie.

Melchior Giedraitis est né dans une famille princière lituanienne. Il a étudié à l'Université de Königsberg (1550), à l'Université de Wittenberg, à l'Université de Tübingen (1560-1563) et à l'Université de Leipzig (1563). Il a été ordonné prêtre en 1571 et est rapidement devenu membre du  chapitre de Vilnius. L'évêque de Samogitie Jurgis Petkūnas étant décédé en 1574, Jakub Uchański, primat de Pologne et archevêque de Gniezno tenta de promouvoir son neveu au poste vacant. Walerian Protasewicz, évêque de Vilnius, protesta contre ce népotisme et promut Melchior Giedraitis, qui avait un net avantage à savoir parler le Lituanien et le Samogitien. Après deux années de lutte politique, Melchior Giedraitis l'emporta et fut consacré évêque le 16 janvier 1576.

Melchior Giedraitis trouva les paroisses du diocèse de Samogitie négligées et dépassées par les protestants. Il travailla dur pour mettre fin aux abus cléricaux, renforcer les églises, les écoles et augmenter le nombre de prêtres. Il parraina l'éducation de douze étudiants au séminaire théologique de Vilnius et chercha à établir le Collège de Kražiai, ce qui se fit après sa mort. Melchior Giedraitis a également invité les jésuites à Kražiai et les bernardines à Kretinga afin d'établir les premiers monastères de Samogitie. Il soutint l'utilisation de la langue lituanienne et encouragea tous les prêtres à l'utiliser pour les sermons. Il finança Mikalojus Daukša, qui publia "Catéchisme" (1595) et "Postil" (1599) en langue lituanienne (premiers livres lituaniens imprimés du Grand-Duché de Lituanie). Il soutint également Maciej Stryjkowski, auteur du premier livre d'Histoire de la Lituanie.